# Ramón da Silva Ramos
Ramón da Silva Ramos, detto Ramón (Sirinhaém, 12 marzo 1950), è un ex calciatore brasiliano, di ruolo attaccante.

## Caratteristiche tecniche
Giocava come attaccante, ricoprendo il ruolo di centravanti. Era versatile, in grado di posizionarsi su tutto il fronte d'attacco, abile in accelerazione e nel realizzare reti.

## Carriera

### Club
Debuttò nel settore giovanile del Santa Cruz il 3 dicembre 1967 contro l'AGA, mentre l'esordio in prima squadra avvenne il 18 maggio 1969 nell'amichevole in casa del Central-PE.
Nel biennio 1969-1970 vinse il campionato statale, unica competizione cui partecipava la sua squadra, mentre nel 1971 il club prese parte alla prima edizione del campionato nazionale. La prima partita giocata da Ramón in prima divisione fu Santa Cruz-Corinthians 1-4, di cui disputò tutti i novanta minuti. Nel 1972 segnò cinque reti, ma fu nel 1973 che Ramón si mise maggiormente in evidenza: ventuno gol in trentaquattro partite, che gli permisero di diventare il terzo capocannoniere della storia del campionato e quello con il maggior numero di reti segnate in un torneo (i precedenti cannonieri si erano fermati a quota diciassette; il record sarebbe stato battuto da Reinaldo che nel 1977 marcò ventotto gol).
Nel 1976 Ramón lasciò il Santa Cruz per passare ai rivali statali dello Sport, con cui giocò undici partite. Venne poi acquistato dal Vasco da Gama per il campionato brasiliano 1977, in cui ben figurò, con sei reti in otto gare. Nello stesso anno, con il Vasco vinse il campionato Carioca. Si fermò a cinque reti nel 1978, sua seconda stagione con la società cruzmaltina.
Si trasferì poi al Goiás con cui, nel 1979, giunse fino alla fase finale. Lasciò la compagine di Goiânia per trasferirsi al Ceará al termine del 1980, e nel 1982 mantenne una buona media-gol, mettendone a segno dieci in quindici incontri. Il 12 marzo 1983 disputò la sua ultima partita in massima serie, 0-0 con il Fluminense al Maracanã, ritirandosi due anni dopo.

## Palmarès

### Club

#### Competizioni nazionali
- Campionato Pernambucano: 5

Santa Cruz: 1969, 1970, 1971, 1972, 1973
- Campionato Carioca: 1

Vasco da Gama: 1977
- Campionato Cearense: 1

Ceará: 1981

### Individuale
- Capocannoniere del campionato brasiliano: 1

1973 (21 gol)